# Šempeter-Vrtojba
Šempeter-Vrtojba là một khu tự quản của Slovenia. Šempeter-Vrtojba có diện tích  km², dân số là người (năm).
Khu tự quản này bao gồm các thị trấn Šempeter pri Gorici và các làng lân cận Vrtojba.
Cả hai khu định cư này từng là vùng ngoại ô của thị trấn Gorizia cho đến khi năm 1947, khi họ trở thành một phần của Nam Tư trong khi Gorizia vẫn là một phần của Ý. Kể từ đó, chúng bắt đầu một khu thành thị sự phát triển riêng. Ngày nay, khu tự quản Šempeter-Vrtojba tạo thành một khu vực đô thị liên tục duy nhất với các thị trấn lân cận của Nova Gorica và Gorizia. Kể từ tháng năm 2011, ba đô thị tham gia trong một khu vực chung đô thị xuyên biên giới, quản lý bởi một chính quyền chung. hội đồng quản lý.